# Alice de Lusinhão, Condessa de Gloucester
Alice de Lusinhão ou Alice de Angolema (em francês: Alix de Lusignan; Angolema, após outubro de 1236 – maio de 1290), foi a filha de Hugo XI de Lusinhão, Conde de La Marche, filho da ex-rainha consorte de João de Inglaterra, Isabel de Angolema e de sua esposa Iolanda da Bretanha, condessa de Penthièvre e Porhoet. Alice foi a primeira esposa do barão Gilberto de Clare, 7.º conde de Gloucester e meia-sobrinha do Rei Henrique III de Inglaterra.
Há rumores de que se tornara amante de seu primo, o Príncipe Eduardo, filho de Henrique III e seu sucessor no trono como o Rei Eduardo I de Inglaterra.[carece de fontes?]

## Filhos
- Isabel de Clare (10 de março de 1263 – 1333), casou-se primeiro com Guy de Beauchamp, 10.º Conde de Warwick, e depois com Maurice de Berkeley, 2.º Barão Berkeley.  Ela morreu sem filhos.

- Joana de Clare (1264 - depois de 1302), casou-se primeiro com Duncan Macduff, 7.º Conde de Fife por quem teve descendência, e depois com Gervase Avenel.